# Madagaskarråttor
Madagaskarråttor (Nesomyinae) är en underfamilj i familjen Nesomyidae som i sin tur tillhör ordningen råttartade gnagare (Myomorpha). I djurgruppen finns ungefär 25 arter fördelade på nio släkten som lever endemiska på Madagaskar. Bredvid Nesomyinae fanns ursprungligen inga andra råttartade gnagare på ön.

## Beskrivning
Underfamiljens arter lever i olika habitat och därför förekommer flera olika kroppsformer som bara i några fall liknar de egentliga råttorna (Rattus). Arter som liknar råttor finns bland annat i släktena Nesomys och Gymnuromys. Däremot liknar Hypogeomys antimena mer en hare och släktet Macrotarsomys kan jämföras med ökenråttor. Arter av släktet Brachyuromys ser ut som sorkar. Tandformeln för alla arter är I 1/1 C 0/0 P 0/0 M 3/3, alltså 16 tänder. Längden för huvudet plus bålen varierar från 8 till 35 cm och vikten från 21 till 1 500 gram. Påfallande är de långa morrhåren hos vissa arter.
Liksom arternas utseende varierar deras habitat och levnadssätt. De hittas beroende på art i regnskogar eller torra skogar samt i busk- eller gräsmarker. Utbredningsområdet kan ligga nära havet eller i upp till 2 400 meter höga bergstrakter. Madagaskaråttor bygger bon i marken eller använder håligheter i träd. Honor har i naturen vanligen upp till fyra ungar per kull och med människans vård upp till sex ungar. Födan utgörs nästan uteslutande av växtdelar som frukter, frön, nötter, rötter och stjälkar. Madagaskaråttor är vanliga bytesdjur för rovdjur av familjen Eupleridae samt för rovfåglar och ormar.

## Systematik
Släktenas klassifikation som underfamilj var länge omstridd. På grund av de varierande morfologiska egenskaperna antogs tidvis (t.ex. av Ellerman 1941) att gruppen är parafyletisk. Överensstämmelser finns i skallens, tändernas och tungans konstruktion men de kan delvis vara ursprungliga egenskaper av forntida musliknande gnagare. Flera molekylärgenetiska undersökningar bekräftar teorin att Madagaskaråttor utgör ett monofyletiskt taxon. Fossil eller subfossil är bara kända från senare pleistocen och början av holocen. Undersökningar av den molekylära klockan tyder på att underfamiljen koloniserade Madagaskar för 20 till 25 miljoner år.
Wilson & Reeder (2005) skiljer mellan följande släkten:
- Brachyuromys
- Brachytarsomys
- Eliurus
- Gymnuromys
- Hypogeomys
- Macrotarsomys
- Monticolomys
- Nesomys
- Voalavo